# Thufir Hawat
Minden Nagy Háznak az emberek adják az igazi erejét
Thufir Hawat (10075-10196) Frank Herbert A Dűne című regényének szereplője, egy mentát. Leto Atreides szolgálatában álló főorgyilkos, Paul Atreides kiképzője. Ő az Atreides-ház testőrségének vezetője.

## Története
Az Atreidesek mentátja volt Leto Atreides haláláig, akkor a Harkonnenek szolgálatába állt.
A Harkonnenek elhitetik vele, hogy Lady Jessica volt Leto herceg árulója. Miután hozzájuk kerül, arra kondicionálják, hogy ölje meg Jessicát, de nem teszi meg.